# Augmentatiu
Un augmentatiu és una paraula derivada d'una arrel que indica que és el mateix, però «de mida gran». En català, el procediment més freqüent és l'ús d'un sufix augmentatiu. En principi no hi ha límit quant a les paraules que en poden adoptar i és un procediment lingüístic productiu, per bé que no tan freqüent com el seu corol·lari, el diminutiu. Es poden afegir a noms, adjectius, o verbs.
L'augmentatiu també es pot usar per a demostrar afecte o admiració. Segons el context pot tenir un valor apreciatiu o despectiu. De vegades el mot amb sufix obté una significació diferent del mot arrel, i esdevé un lexema sui generis, com per exemple «ventalló» en el sentit de porticó, no és un ventall gran o la ironia fa que un sufix diminutiu «-et» pren una valor augmentativa: «Quin cotxet t'has comprat, de set places!» Davant l'efecte sobre el significat del mot primitiu més complicat que fer-lo més gran certs lingüistes troben la distinció entre diminutiu, augmentatiu i intensiu no gaire adequada i proposen el terme genèric «sufix apreciatiu».

## En català
Els augmentatius catalans es poden formar amb diferents sufixos. Els més comuns són: Un prefix augmentatiu és «hiper-».
- -arro, -arra: cotxe, cotxarro
- -às, -assa (del llatí -aceus, exemple xicotàs (de xic, amb doble sufix augmentatiu: -ot i -as), o «portassa»
- -assar: allargar, allargassar
- -ot, ota: home, homenot; lleig, lletjot
- -otar: espellar, espellotar, xerrar, xerrotejar (amb un segon sufix freqüentatiu -ejar)